# Relaciones Canadá-Rusia
Relaciones Canadá-Rusia (en ruso: Российско-канадские отношения) son las relaciones bilaterales entre Canadá y Rusia, los dos países más grandes del mundo en términos de área.
Como vastos países del norte, Canadá y Rusia comparten algunos intereses y algunas políticas de cooperación. Sin embargo, el sistema político abierto y democrático de Canadá contrasta con el cerrado sistema ruso, como fue el caso durante la era comunista de la Unión Soviética (URSS).
Bajo la presidencia de Vladímir Putin, el Gobierno canadiense ha criticado sistemáticamente la erosión de la democracia rusa, las persistentes violaciones de los derechos humanos y la política exterior hostil hacia Canadá y sus aliados de la OTAN. En 2014, las relaciones se deterioraron significativamente como resultado de la anexión rusa de Crimea y la participación rusa en la guerra de Donbass. Las relaciones entre Rusia y Canadá llegaron a un estado de colapso casi total tras la invasión rusa de Ucrania en 2022.
En consecuencia, Canadá mantiene las sanciones contra Rusia, incluidas las impuestas al propio Vladímir Putin y a otros miembros del círculo íntimo de Putin.
A su vez, Rusia ha sancionado a Canadá y a personas canadienses, entre ellas el primer ministro Justin Trudeau, la ministra de Asuntos Exteriores Melanie Joly y la vice primera ministra Chrystia Freeland.
Algunos comentaristas sostienen que las relaciones entre Rusia y Canadá desde 2014 son más hostiles y enfrentadas que en cualquier momento de la Guerra Fría.

## Historia

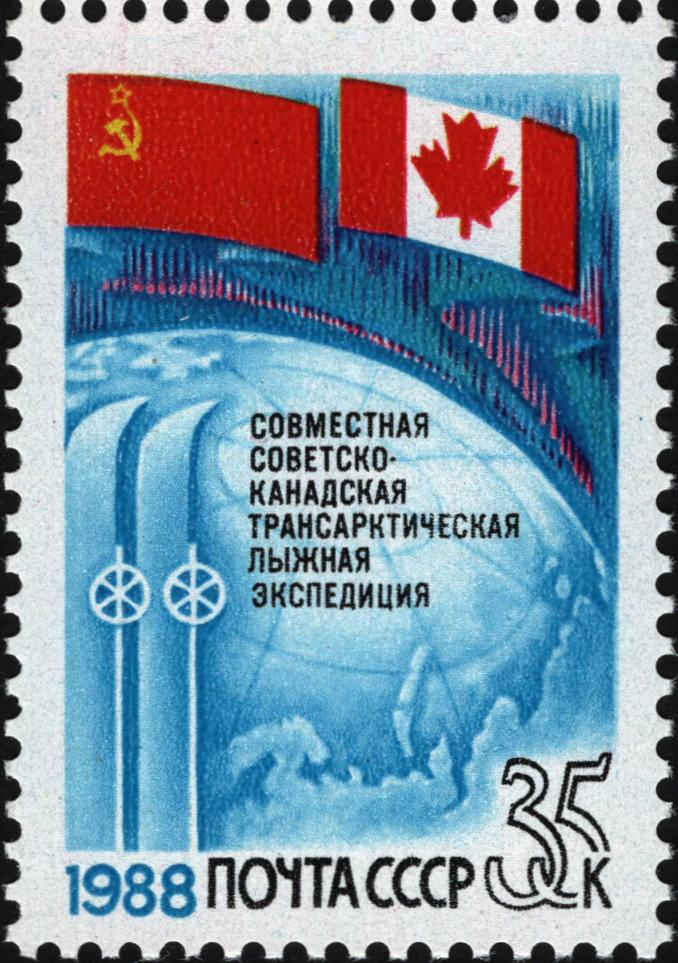
Sello soviético de 1988 conmemorativo de la expedición polar soviético-canadiense

### Antecedentes
Como parte del Imperio Británico, Canadá no creó un Ministerio de Asuntos Exteriores hasta 1909 y no desarrolló una política exterior independiente hasta después de la Revolución Bolchevique de 1917 y la creación de la URSS.
En 1931, Canadá impuso un embargo a determinados productos soviéticos. El embargo fue una respuesta al hecho de que el gobierno soviético había cortado previamente las relaciones comerciales con Canadá. Esta guerra comercial entre la URSS y Canadá duró hasta 1936.
Las relaciones diplomáticas entre ambos países se establecieron finalmente el 12 de junio de 1942, durante la Segunda Guerra Mundial, cuando Canadá se unió a Gran Bretaña y a los demás países democráticos occidentales en una alianza con la Unión Soviética contra las Potencias del Eje tras la invasión alemana de la Unión Soviética. Durante la Guerra Fría, Canadá formó parte del bloque democrático occidental y de la OTAN en oposición al Pacto de Varsovia dirigido por los soviéticos.
En comparación con Estados Unidos y el Reino Unido, la política canadiense hacia la Unión Soviética fue menos beligerante, en parte porque Canadá no era una potencia nuclear (sin ojivas nucleares en tierra). En 1991, Canadá fue el primer gran país occidental en reconocer la independencia de los Estados bálticos y Ucrania, lo que contribuyó a cimentar su legitimidad internacional y a formalizar el fin de la Unión Soviética. Canadá y la Rusia postsoviética establecieron relaciones en 1992.

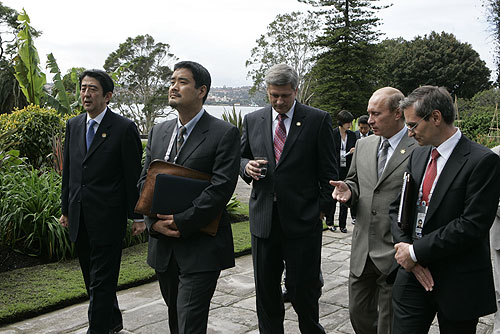
El primer ministro canadiense, Stephen Harper, y el presidente ruso, Vladimir Putin, con otros dignatarios de la APEC, septiembre de 2007.

### Relaciones desde la disolución soviética de 1992
Las reuniones entre representantes canadienses y rusos se producen regularmente al más alto nivel. El primer ministro Stephen Harper y el presidente Vladímir Putin se reunieron por segunda vez en la Cumbre del G8 en Heiligendamm. Se reunieron por primera vez en la Cumbre del G8 celebrada en San Petersburgo en 2006, en la que emitieron declaraciones conjuntas sobre las relaciones Canadá-Rusia y la cooperación energética Canadá-Rusia.
Canadá y Rusia mantienen un diálogo político regular sobre seguridad, lucha antiterrorista y cuestiones globales. Este diálogo se ha incorporado a las Conversaciones sobre Seguridad Global, que permiten a funcionarios de alto nivel compartir preocupaciones y soluciones sobre no proliferación, cuestiones regionales y relaciones de defensa. El principal compromiso de Canadá con Rusia en materia de seguridad es el liderazgo en la Asociación Mundial contra la proliferación de armas y materiales de destrucción masiva, una iniciativa del G8 propuesta por primera vez en Kananaskis. Este programa contaba con un presupuesto de hasta 25 000 millones de dólares en veinte años.
El 12 de junio de 2007, Canadá y Rusia celebraron el 65 aniversario del establecimiento de relaciones diplomáticas.

### Deterioro desde el conflicto ruso-ucraniano
Las relaciones entre Canadá y Rusia se deterioraron rápidamente tras la anexión de Crimea por la Federación Rusa en 2014. En respuesta a la anexión, Canadá impuso sanciones a funcionarios rusos. El 3 de marzo de 2014, la Cámara de los Comunes de Canadá aprobó una moción unánime de condena de la intervención rusa en Crimea.
Según una encuesta del Pew Global Attitudes Project de 2017, el 27% de los canadienses tiene una opinión favorable de Rusia, mientras que el 59 % expresa una opinión desfavorable.
El 1 de febrero de 2022 los rumores de conflicto abierto eran espesos y los abogados consultores facilitaron una útil lista de instrumentos de sanciones canadienses. Había entonces tres piezas de legislación secundaria que formaban colectivamente el «Régimen de Sanciones»:
- Reglamento sobre medidas económicas especiales (Rusia) (SEMRR)
- Reglamento sobre medidas económicas especiales (Ucrania) (SEMUR)
- Reglamento sobre la congelación de activos de funcionarios extranjeros corruptos (Ucrania) (FACFOUR)

Las relaciones se mantuvieron frías hasta el 24 de febrero de 2022, cuando se volvieron abiertamente hostiles tras la invasión rusa de Ucrania en 2022. El gobierno de Canadá condenó la invasión, impuso sanciones punitivas a funcionarios rusos y prohibió la entrada de aviones rusos en su espacio aéreo, e impuso una prohibición total de las importaciones de petróleo ruso en respuesta a la invasión.
El 27 de abril de 2022, los legisladores canadienses de la Cámara de los Comunes votaron a favor de reconocer las acciones de Rusia en Ucrania como genocidio.  En respuesta a las sanciones de Canadá, Rusia prohibió la entrada en el país a numerosos funcionarios canadienses, entre ellos el primer ministro Justin Trudeau y varios primeros ministros provinciales.

## Relaciones diplomáticas
Canadá está representada oficialmente en Rusia por una Embajada en Moscú y un Consulado Honorario en Vladivostok. La Federación Rusa mantiene una Embajada en Ottawa, dos consulados generales (en Toronto y Montreal) y un Consulado Honorario en Vancouver. La embajadora canadiense en Rusia es Alison LeClaire, nombrada en octubre de 2019. El embajador de Rusia en Canadá es Alexander Darchiev.

### Pertenencia a organizaciones internacionales
Ambos países cooperan en diversos programas bilaterales y multilaterales, como la ONU, la APEC y el Consejo OTAN-Rusia. La cooperación bilateral activa entre ambos países comenzó hace más de 35 años. A través del Grupo de Trabajo sobre el Ártico y el Norte de la CEI Canadá-Rusia, ambos países colaboran en la elaboración de un programa prospectivo sobre cooperación septentrional. El Programa para Rusia de la Agencia Canadiense de Desarrollo Internacional, creado en 1991, es una muestra concreta del compromiso a largo plazo de Canadá de ayudar al proceso de reforma y transición en Rusia. El objetivo general del programa es apoyar el establecimiento de una Rusia estable, próspera y democrática, con una economía de mercado bien desarrollada e instituciones eficaces y receptivas.
Ambos países son también miembros de la Organización para la Seguridad y la Cooperación en Europa y de la Federación Internacional de Hockey sobre Hielo, en la que ambos Estados mantenían una rivalidad en este deporte.